# Малое Веретье
Малое Веретье — деревня в Осташковском городском округе Тверской области.

## География
Находится в западной части Тверской области на расстоянии приблизительно 27 км на север-северо-восток по прямой от города Осташков.

## История
Деревня была показана ещё на карте 1825 года. В 1859 году здесь (деревня Осташковского уезда) было учтено 17 дворов, в 1941 — 43. До 2017 года входила в Мошенское сельское поселение Осташковского района до их упразднения.

## Население
Численность населения: 96 человек (1859 год), 1 (русские 100 %) 2002 году, 1 в 2010.